# Lillö kungsgård
Lillö kungsgård är en kungsgård vid Helge å utanför Kristianstad i Skåne. 
Lillö är nämnt i skrifter från  1300-talet då en borg hade byggts där. Borgen har skadats och brunnit vid flera tillfällen men byggts upp igen. Den intogs av svenskarna under Karl X Gustavs andra danska krig och brändes 1659 för att inte hamna i motståndarens händer. Lillö borgruin, som ligger mitt emot Lillö kungsgård grävdes ut av arkeologer på 1940-talet. Lillö blev svenskt i samband med en fredsuppgörelse 1660 och indelades som majorsboställe vid Skånska dragonregementet år 1682, men är idag utarrenderat. 
Huvudbyggnaden från 1796 är uppförd enligt Erik Palmstedts typritning för överstelöjtnants- och majorsboställen från 1786. Den nyklassiska byggnaden är av gult tegel i en våning med sadeltak och inredd vind. Taket är   tegeltäckt och de ursprungliga pardörrarna är bevarade. Även den fasta inredningen, med kakelugnar är i stor utsträckning bevarad. Flygelbyggnaden av korsvirke och gulputsat tegel är eventuellt uppförd vid 1600-talets slut. Dessutom finns ett stall och en ladugård av sten från omkring 1900 samt svinhus och lada av  korsvirke från 1800-talet.
År 1993 utsågs Lillö kungsgård till statligt byggnadsminne.